# Tuzla (Constanța)
Pour les articles homonymes, voir Tuzla (homonymie).
Tuzla est une commune du județ de Constanța en Roumanie.